# Sirena Seaways
Il Sirena Seaways è un traghetto appartenente alla compagnia di navigazione DFDS.

## Servizio
Secondo di una coppia di traghetti gemelli ordinati il 31 marzo 1999 dalla Lloyd Sardegna al Cantiere navale di Stettino,  viene impostato l'8 gennaio 2001 e varato il 21 aprile successivo con il nome di Golfo dei Delfini.
Tuttavia, nel marzo del 2002 la costituzione viene interrotta a causa dei problemi finanziari del cantiere.
Il 9 luglio 2002 il cantiere navale viene dichiarato ufficialmente fallito e la proprietà del traghetto viene affidata alla Bank Polska Kasa Opieki, dalla quale viene messo in vendita.
Il 17 luglio 2002 viene venduto alla DFDS, alla quale viene consegnato il 3 novembre successivo e, ribattezzato Dana Sirena il 27 novembre, viene trasferito in cantiere a Danzica, dove viene adattato al nuovo servizio.
Il 17 giugno 2003 prende servizio nei collegamenti tra Esbjerg e Harwich, aggiungendosi al gemello Lisco Gloria.

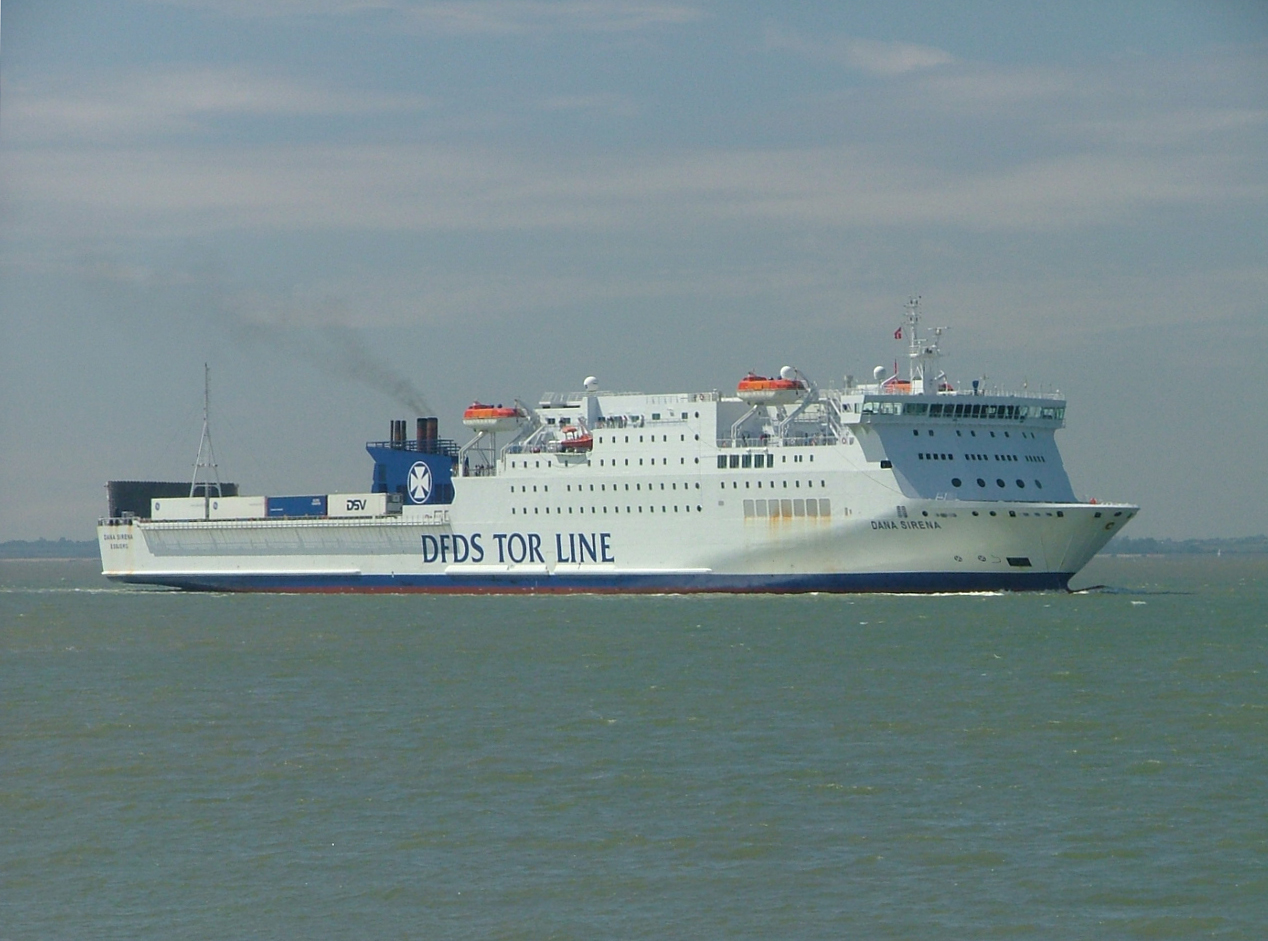
Il Dana Sirena ad Harwich nel 2010.

L'11 marzo 2013 viene ribattezzato Sirena Seaways.
Il 22 giugno 2013 entra in collisione con la banchina di Harwich, riportando danni alla prua. Successivamente viene trasferito in cantiere a Bremerhaven, dove viene riparato.
Il 5 luglio torna regolarmente in servizio.
Il 29 settembre 2014, con la chiusura dopo 134 anni della linea tra Esbjerg e Harwich, viene noleggiato all'Hæren ed impiegato nel trasferimento di equipaggiamento militare da Fredrikstad ad Aalborg e Kalundborg. Terminato il noleggio, il 6 ottobre torna in servizio per DFDS nei collegamenti tra Paldiski e Kappelskär.
L'8 gennaio 2015 termina il servizio sulla Paldiski-Kappelskär e salpa per i cantieri navali Remontowa di Danzica, dove viene sottoposto a lavori di manutenzione ordinaria, durante i quali vengono installati gli scrubber al fumaiolo. A febbraio torna regolarmente in servizio sulla Paldiski-Kappelskär.
Il 31 gennaio 2015 viene annunciato il noleggio del traghetto per cinque anni alla Brittany Ferries a partire dall'aprile successivo.
Nell'aprile del 2015 viene trasferito in cantiere a Danzica, dove viene sottoposto a lavori di ristrutturazione, al termine dei quali viene ribattezzato Baie de Seine e consegnato alla Brittany Ferries.
Il 9 maggio prende servizio nei collegamenti tra Portsmouth, Le Havre e Bilbao.

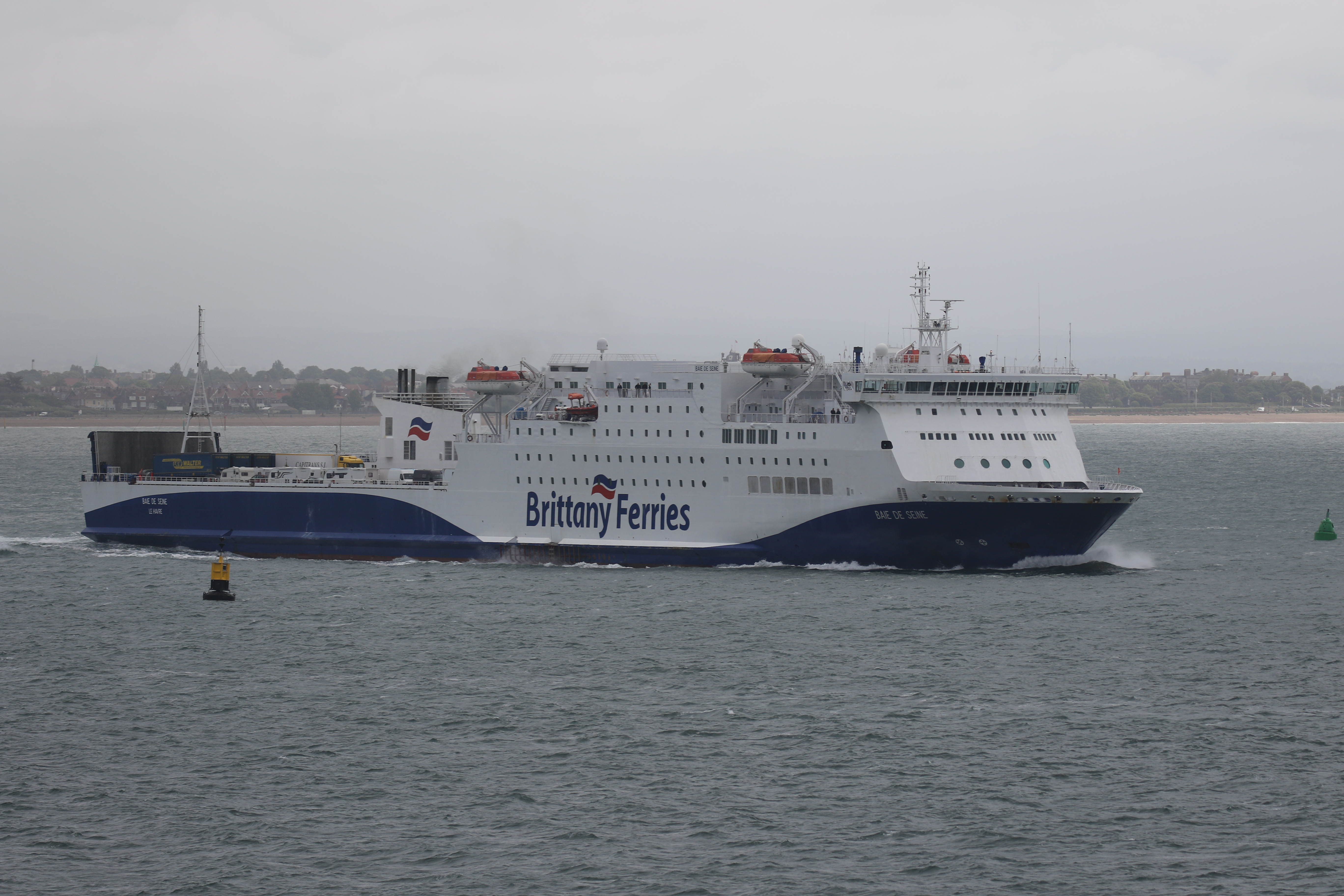
Il Baie de Seine a Portsmouth nel 2016.

Il 12 marzo 2020 termina il servizio per Brittany Ferries ed il 21 marzo salpa da Le Havre per i cantieri di Danzica, dove viene riconsegnato alla DFDS.
Il 27 aprile 2020 viene ribattezzato Sirena Seaways e, issata bandiera lituana, prende servizio il 5 maggio nei collegamenti tra Klaipėda e Karlshamn.
Il 28 giugno 2020 viene trasferito nei collegamenti tra Paldiski e Kappelskär, dove opera tutt'oggi.

## Navi gemelle
- Lisco Gloria (ex Golfo dei Coralli)